# Єрусалим — Іцхак Навон (станція)
31°47′18″ пн. ш. 35°12′09″ сх. д. / 31.788219° пн. ш. 35.202439° сх. д.
Єрусалим — Іцхак Навон (івр. תחנת הרכבת ירושלים – יצחק נבון, Таханат ракевет Єрушалаїм — Іцхак Навон) — це пасажирський термінал у системі Ізраїльскої залізниці, розташований у центрі міста Єрусалим.
Станцію було відкрито 25 вересня 2018 року, більш ніж через 10 років з початку її будівництва. Іцхак Навон є одною з найглибших пасажирських залізничних станцій, її платформи знаходяться на глибині приблизно 60 метрів під поверхнею землі. У 2018 році рух потягів здійснювався в одному напрямку — до та з міжнародного аеропорту імені Давида Бен-Гуріона. Станцію було названо на честь п'ятого президенту Ізраїлю — Іцхака Навона.
Довжина платформ становить 300 м. Станція може слугувати укриттям при неядерній, біологічній чи хімічній атаці, забезпечуючи притулок для близько 5000 осіб